# Джеймисон, Роберт (бизнесмен)

Samuel Walters (1811–1882): Пароход "Ethiope" у западного побережья Африки

Джеймисон, Роберт (англ. Robert Jamieson) — британский бизнесмен, общественный деятель, исследователь Африки.

## Биография
Роберт Джеймисон был бизнесменом, торговцем пальмовым маслом в Ливерпуле и Глазго. Он стремился разведать основные африканские реки для судоходства и торговли. Шхуна «Warree», которую он приобрел, добралась до реки Нигер в 1838 году. В 1839 году по заказу Джеймисона был построен трёхмачтовый пароход «Эфиоп», первоначально предназначавшийся для транспортировки товаров речными путями вглубь Африки. В сентябре 1839 года «Эфиоп» отправился из Ливерпуля на Фернандо-По. Перовой задачей, которая была построена Робертом Джеймисоном, было найти путь через реки Бенин, Кросс и Старый Калабар к среднему течению реки Нигер и попытаться установить коммерческие контакты с внутренними районами Западной Африки. В 1840 году пароход под руководством капитана британского флота Джона Бикрофта исследовал несколько рек Западной Африки, в некоторых случаях поднимаясь по ним до точек, куда европейские экспедиции ранее не добирались. В апреле «Эфиоп» начал восхождение по реке Бенин. Экспедиция направилась через реку Уорри, приток Бенина. Поднявшись на 400 миль вверх по реке Бикрофту и его спутникам удалось найти место где река Бенин максимально сближалась с Нигером. Однако болезни и смертность среди моряков европейцев показали Бикрофту и Джеймисону, что для торговли на Нигере можно использовать только пароходы, полностью укомплектованные моряками африканцами под руководством европейских офицеров и инженеров.
В том же году Джеймисону предложили занять пост вице-президента Французского института Африки, но он отказался. Когда в 1841 году Второе мельбурнское министерство поддержало Африканскую колонизирующую экспедицию на Нигер, он выступил против её. Экспедиция провалилась и попытка колонизации этого региона была прекращена с сентября 1841 года. 25 октября уцелевшие колонисты были спасены вовремя подоспевшим «Эфиопом».
Роберт Джеймисон умер в Лондоне 5 апреля 1861 года.

## Научная деятельность
Рассказы об исследованиях Африки были опубликованы Джеймисоном в Журнале Королевского географического общества. Джеймисон выступил против экспедиции на Нигер в «Обращениях к правительству и народу Великобритании». Он указал на исполнение своих предсказаний о катастрофе Нигерийской экспедиции в «Продолжение двух апелляций» (Лондон, 1843 г.).
В 1859 году Джеймисон опубликовал «Торговлю с Африкой», подчеркнув недостаточность договоров для подавления работорговли в Африке и призвал использовать сухопутный путь от Кросс-Ривер до Нигера.